# Paretroplus polyactis
Paretroplus polyactis es una especie de peces de la familia Cichlidae en el orden de los Perciformes.

## Referencias

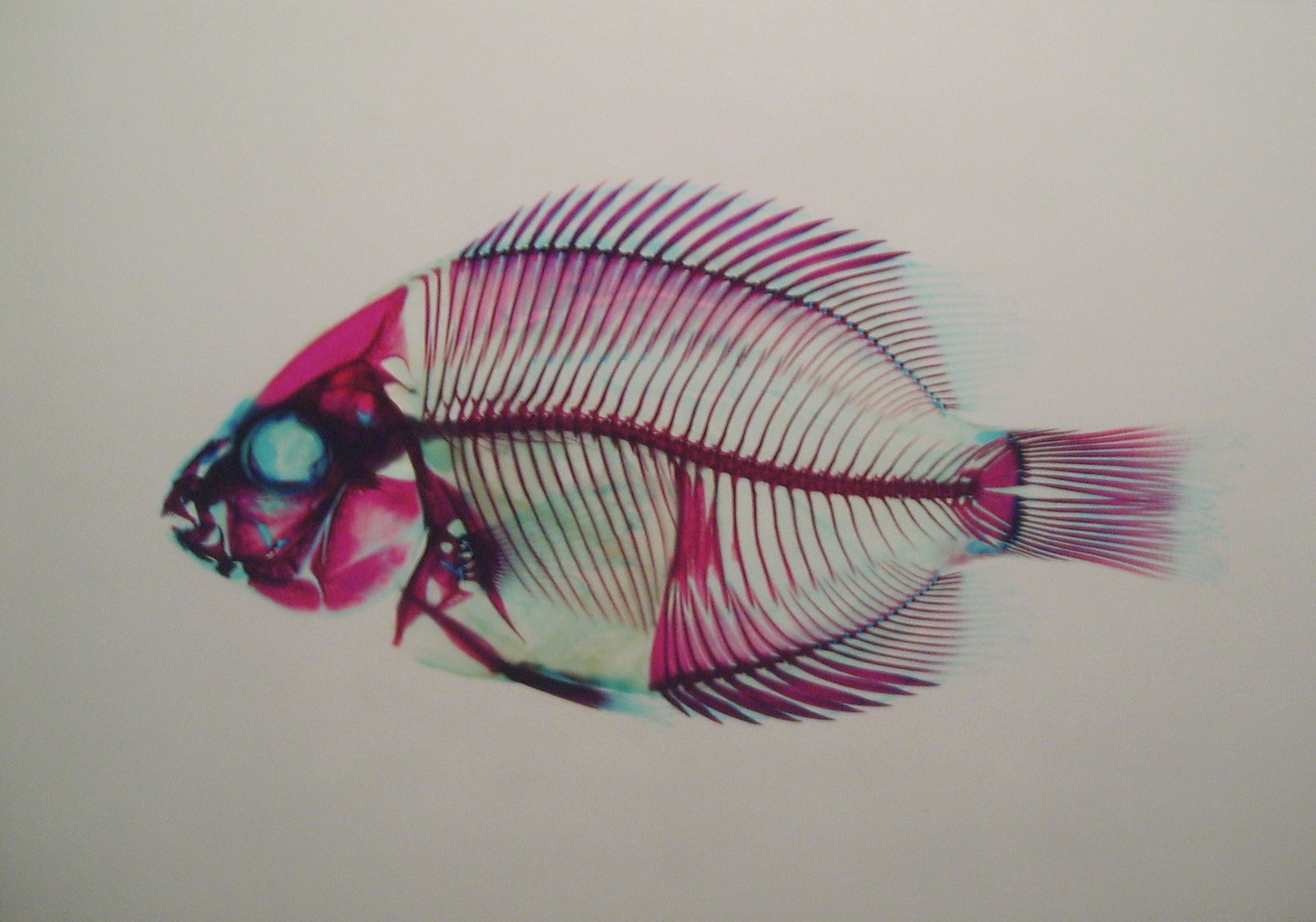
Paretroplus polyactis tratado con productos químicos para mostrar distintas partes del organismo: en rojo las espinas, en azul el cartílago.

## Morfología
Los machos pueden llegar alcanzar los 22 cm de longitud total.

## Distribución geográfica
Se encuentra en Madagascar.